# غرانفيل جي. بينيت
غرانفيل جي. بينيت (بالإنجليزية: Granville G. Bennett)‏ هو محامي وقاضي وسياسي أمريكي، ولد في 9 أكتوبر 1833 في الولايات المتحدة، وتوفي في 28 يونيو 1910. حزبياً، نشط في الحزب الجمهوري. وقد انتخب عضو مجلس ولاية آيوا وانتخب عضو مجلس نواب ولاية ايوا.